# Hans Marchwitza

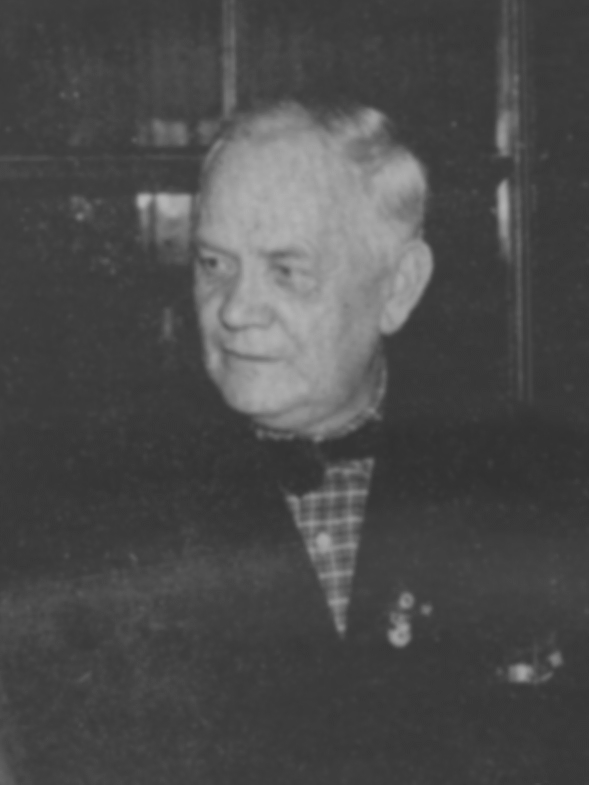
Hans Marchwitza, 1955

Hans Marchwitza  (Scharley, 25 juni 1890 - Potsdam, 17 januari 1965) was een socialistische dichter en schrijver in de DDR.
Hans Marchwitza kwam uit een mijnwerkersgezin uit Opper-Silezië, en ging zelf ook aan het werk als mijnwerker. In 1910 verhuisde hij naar het Ruhrgebied. Door deelname aan een staking werd hij werkloos, en vocht daarna als soldaat in de Eerste Wereldoorlog. In de jaren die daarop volgden, ontwikkelde hij een communistische gezindheid.
In de jaren twintig begon hij, opnieuw werkloos, te schrijven voor de kranten Rote Fahne en Rote Front. In 1930 kwam zijn eerste boek uit: Sturm auf Essen, over de sociale strijd in het Ruhrgebied in de jaren twintig. Na de machtsovername door Adolf Hitler in 1933 vluchtte hij naar Zwitserland, verbleef in het onder Frans beheer vallende Saarland en nam hij deel aan de Spaanse Burgeroorlog. Terug in Duitsland werd hij meteen gearresteerd.
In 1941 slaagde hij erin te vluchten naar de Verenigde Staten. In New York vond hij werk als bouwvakker. 
Na de oorlog vestigde hij zich in de Sovjet-bezettingszone in Duitsland (vanaf 1949 DDR), en richtte daar de Oost-Duitse Akademie der Künste op. Hij schreef een aantal sociaal-realistische romans. Voor zijn literaire werk werd hij in  de DDR overladen met prijzen, zoals de Nationalpreis der DDR (1950, 1955 en 1964), de Karl-Marx-Orde en het erehoogleraarschap van de Humboldt Universiteit van Berlijn.
- Bibsys: 90113367
- Biblioteca Nacional de Chile: 000464803
- CiNii: DA03441250
- Gemeinsame Normdatei: 118577506
- International Standard Name Identifier: 0000 0001 1024 0276
- Library of Congress Control Number: n50040688
- Bibliotheek van het Japanse parlement: 00471032
- Nationale Bibliotheek van Tsjechië: xx0004313
- Nationale Bibliotheek van Israël: 987007264917305171
- Nationale Bibliotheek van Polen: a0000002526755
- Nederlandse Thesaurus van Auteursnamen: 07072699X
- Réseau des bibliothèques de Suisse occidentale: 02-A012926491
- Système universitaire de documentation: 060654066
- Virtual International Authority File: 22933755
- WorldCat: E39PBJm9d97tqGpTYFQYrrwDMP